# Stazione di Grotte Santo Stefano
La stazione di Grotte Santo Stefano è una stazione ferroviaria posta sulla linea Viterbo-Orte. Serve il centro abitato di Grotte Santo Stefano, frazione del comune di Viterbo.

## Strutture e impianti
La stazione, posta alla progressiva chilometrica 16+299 fra la stazione di Montefiascone e la fermata di Sipicciano San Nicola, conta un binario di precedenza oltre a quello di corsa.